# HarbourFront
HarbourFront – węzłowa stacja podziemna Mass Rapid Transit (MRT) na North East Line i Circle Line w Singapurze. Stacja położona jest tuż przy HarbourFront Centre, wcześniej znane jako Singapore World Trade Centre. Stanoi stację końcową dla North East Line i Circle Line.